# هفت‌تیر (آلبوم)
هفت تیر (به انگلیسی: Revolver) هفتمین آلبوم استودیویی گروه راک انگلیسی بیتلز است که در اوت ۱۹۶۶ توسط انتشارات پارلوفون و به تهیه‌کنندگی جرج مارتین منتشر شد. این اولین آلبوم در تاریخ جهان موسیقی بود که در آن از وارون‌نگاری صوتی استفاده شد. آلبوم پس از انتشار در صدر جدول موسیقی آلبوم‌های بریتانیا و همچنین در صدر بیلبورد ۲۰۰ قرار گرفت. مجله رولینگ استون در لیست ۵۰۰ آلبوم برتر تمام دوران، رتبه ۳ را به این آلبوم داد.

## آهنگها
| بخش یک | بخش یک                  | بخش یک       | بخش یک |
| شماره  | نام                     | خواننده اصلی | مدت    |
| ------ | ----------------------- | ------------ | ------ |
| ۱.     | «مالیاتچی» (جرج هریسون) | هریسون       | ۲:۳۹   |
| ۲.     | «النر ریگبی»            | مک کارتنی    | ۲:۰۸   |
| ۳.     | «من فقط خوابیده‌ام»      | جان لنون     | ۳:۰۲   |
| ۴.     | «عشق به تو» (هریسون)    | هریسون       | ۳:۰۱   |
| ۵.     | «اینجا، آنجا، و هر جا»  | مک کارتنی    | ۲:۲۶   |
| ۶.     | «زیردریایی زرد»         | رینگو استار  | ۲:۴۰   |
| ۷.     | «او گفت او گفت»         | لنون         | ۲:۳۷   |

| بخش دو | بخش دو                          | بخش دو       | بخش دو |
| شماره  | نام                             | خواننده اصلی | مدت    |
| ------ | ------------------------------- | ------------ | ------ |
| ۱.     | «روز بخیر نور خورشید»           | مک کارتنی    | ۲:۱۰   |
| ۲.     | «و پرنده ات می‌خواند»            | لنون         | ۲:۰۲   |
| ۳.     | «برای هیچ‌کس»                    | مک کارتنی    | ۲:۰۱   |
| ۴.     | «دکتر رابرت»                    | لنون         | ۲:۱۵   |
| ۵.     | «می‌خواهم به تو بگویم» (هریسون)  | هریسون       | ۲:۳۰   |
| ۶.     | «باید تو را به زندگی ام بیاورم» | مک کارتنی    | ۲:۳۱   |
| ۷.     | «فردا هرگز نمی‌داند»             | لنون         | ۲:۵۷   |